# For Blood and Empire
For Blood and Empire è il sesto album in studio del gruppo punk rock statunitense Anti-Flag, pubblicato nel 2006 dalla RCA.

## Tracce
1. I'd Tell You But... - 2:10
2. The Press Corpse - 3:20
3. Emigre - 2:59 *
4. The Project for a New American Century - 3:17
5. Hymn for the Dead - 3:39
6. This Is the End (For You My Friend) - 3:12
7. 1 Trillion Dollar$ - 2:30 **
8. State Funeral - 2:01
9. Confessions of an Economic Hit Man - 2:43
10. War Sucks, Let's Party! - 2:17
11. The W.T.O. Kills Farmers - 3:32
12. Cities Burn - 3:03
13. Depleted Uranium Is a War Crime - 4:07
14. Corporate Rock - 1:53 (bonus track nella versione australiana del disco)
15. Marc Defiant - 1:03 (demo presente solo nella versione vinile)
16. New Millennium - 3:08 (bonus track nella versione giapponese del disco)

- * Emigre si intitolava in origine Exodus nella versione promo dell'album.
- ** 1 Trillion Dollar$ si intitolava in origine One Trillion Dollars nella versione promo dell'album. La porzione di testo "fuck the world, kill them all" venne cambiata in "fuck the world, fuck em all".

## Formazione
- Justin Sane – chitarra, voce
- Chris Head – chitarra
- Chris #2 – basso, voce
- Pat Thetic – batteria